# مونتانیا
مونتانیا (به فرانسوی: Montagnat) یک کمون در فرانسه است که در Canton of Péronnas واقع شده‌است.

## خصوصیات
مونتانیا ۱۳٫۷۵ کیلومترمربع مساحت و ۱٬۵۸۸ نفر جمعیت دارد و ۲۴۰ متر بالاتر از سطح دریا واقع شده‌است.